# Lump sum tax
Una lump sum tax (o imposta capitaria, o testatico, o poll tax) è un'imposta determinata in misura fissa. L'imposta è dovuta un tanto a contribuente, senza essere commisurata direttamente al reddito o al patrimonio del contribuente; nella storia, peraltro, vi sono state imposte capitarie commisurate allo status sociale della persona: questa forma di lump sum tax poteva quindi ritenersi correlata in misura indiretta alla ricchezza del contribuente.

## Opinioni sulla lump sum tax

### Neutralità ed efficienza paretiana
La Lump Sum Tax è neutra per quanto riguarda i comportamenti dei consumatori e dei produttori, non modificando in alcun modo gli equilibri di un mercato concorrenziale, sia considerati in equilibrio parziale, sia in equilibrio totale. 
(Richard A. Musgrave, Peggy B. Musgrave, Public Finance in Theory and Practice, McGraw-Hill, 1973, p. 444)
È inoltre l'unico tipo di imposta che non viola i presupposti dell'efficienza paretiana, in particolare riferimento alla seconda teoria dell'economia del benessere.

### Correlazione al beneficio ricevuto
In alcune teorie si sostiene che un'imposizione capitaria, a livello locale, sarebbe più rispondente al principio del beneficio di quanto lo sarebbe un'imposta commisurata al valore degli immobili: in opposizione a tale osservazione, viene fatto notare come normalmente i servizi pubblici fruiti a livello locale dipendano dal livello di reddito dei contribuenti.

### Visibilità
Le imposte capitarie sono altamente visibili e consentono all'elettore di calcolare perfettamente il costo delle proprie scelte elettorali.

### Arbitrarietà
Una critica che risale a David Hume evidenzia l'arbitrarietà nella determinazione della misura dell'imposta capitaria, unita alla facile manipolabilità da parte dell'ente impositore.
altogether oppressive and intolerable.»
(David Hume, Of Taxes, 1756)
In genere, nella finanza pubblica moderna, si ritiene che l'imposta non sia rispondente a principi di equità.

## Lump sum taxnella storia (sino alla metà del XX secolo)

### Egitto
Nell'antico Egitto erano presenti molteplici forme di imposizione capitaria, con una continuità tra il periodo tolemaico e la dominazione romana: tra queste, la laografia è la più documentata e la più controversa, quanto alle origini, tra gli studiosi: secondo le teorie più diffuse, infatti, la "laografia" era stata non solo un'innovazione imperiale, ma soprattutto il simbolo della soggezione all'Impero romano. Erano esentati dalla laografia gli abitanti di Alessandria ed i loro schiavi; la somma da pagare dipendeva in parte dallo status dei soggetti e in parte dalla collocazione geografica.

### Impero romano -tributum capitis
In epoca repubblicana e imperiale, il tributum capitis era un'imposta in misura fissa che dovevano pagare gli abitanti maschi delle province. La misura dell'imposta variava da provincia a provincia; erano esenti i cittadini romani e i loro schiavi; non è certo che fosse applicata in tutte le province.
Era fissata un'età minima per il pagamento del tributo e variava da provincia a provincia: 
(Ulp., D.50.15.3 pr)
Vi è chi sostiene che in epoca repubblicana il tributum capitis fosse un'autentica imposta capitaria, mentre in epoca repubblicana fosse un'imposizione sul valore della proprietà immobiliare.

### LaPoll taxbritannica del 1377
L'imposta capitaria britannica del 1377 era tesa a finanziare la Guerra dei Cent'anni. Era fissata nella misura di quattro pence per ogni persona con età superiore ai 14 anni; anche il clero contribuiva nella stessa misura (quattro pence per persona), con eccezione degli ordini mendicanti che erano esentati.

### LaPoll taxbritannica del 1379
L'imposta capitaria britannica del 1379 era rapportata allo stato sociale del contribuente e si applicava a tutte le persone di età maggiore di 16 anni. I contribuenti erano classificati in quattro categorie: nella prima si ritrovavano i nobili, suddivisi ulteriormente in ragione della loro importanza, nella seconda i funzionari regi di alto livello (Men of Law), nella terza i funzionari civici come i Mayor, nella quarta le persone comuni.

### LaPoll taxbritannica del 1380-1381
L'imposta capitaria britannica decisa nel 1380 e riscossa nel 1381 era rapportata allo stato sociale del contribuente e si applicava a tutte le persone di età maggiore di 15 anni. Si ritiene che questa imposta capitaria sia stata una delle cause principali della sanguinosa rivolta nota come rivolta dei contadini.

### Capitationin Francia
In Francia la capitation fu istituita nel 1695 dal re Luigi XIV come misura temporanea e abolita nel 1699. Fu di nuovo istituita nel 1704 e restò in vigore sino alla Rivoluzione francese. La capitation era un'imposta in misura fissa, basata sullo status sociale: la società francese era suddivisa in 22 classi e si pagava un tributo fisso che era ricollegato alla classe, per cui, all'interno della medesima classe, tutte le persone pagavano la medesima somma. Le classi andavano dal Delfino di Francia (unico della propria classe) ai servi. Erano esenti gli ordini mendicanti e i poveri.

### Imposta capitaria sulle persone di nazionalità cinese immigrate in Canada
La Chinese head tax era un'imposta capitaria, applicata in Canada dal 1895 al 1923. L'imposta si applicava alle persone di nazionalità cinese che immigravano in Canada, con valori che negli anni variarono da 50 a 500 dollari canadesi.

### LaHead taxnel Sudafrica coloniale del 1906
L'Amministrazione coloniale sudafricana iniziò ad imporre un'imposta capitaria sui maschi adulti nel 1906: l'insoddisfazione generò un'ampia rivolta (la "Rivolta Bambatha"), che portò all'uccisione di circa 3.000 nativi.

### Imposta capitaria sulle persone di nazionalità cinese immigrate in Nuova Zelanda
La Nuova Zelanda ha applicato un'imposta capitaria sulle persone di nazionalità cinese dal 1881 al 1944.

## Lump sum taxnel fisco moderno (dalla metà del XX secolo)

Disordini del 31 marzo 1990 - Trafalgar Square

### Gran Bretagna -Community ChargeoPoll Tax
Il Community Charge o Poll Tax è stata un'imposta introdotta dal governo guidato da Margaret Thatcher nel 1989. La Poll Tax era stata ipotizzata nel green paper Paying for Local Government presentato alla House of Lords nel 1986. Il green paper proponeva una corposa riforma della fiscalità locale in Gran Bretagna, in cui era compresa anche un'imposta capitaria, da pagarsi in somma fissa, per ogni adulto residente.
La proposta di introdurre una Poll Tax venne inclusa nel programma elettorale conservatore per le elezioni del 1987. La proposta venne attuata nel 1988: l'imposta si applicava a tutti i maggiorenni residenti in una circoscrizione locale, con una riduzione per gli studenti e per i disoccupati. L'attuazione dell'imposta fu fortemente osteggiata in diverse manifestazioni: la più grande di queste avvenne il 31 marzo 1990 quando una folla di entità stimata tra le 70.000 e le 200.000 persone manifestò intorno a Trafalgar Square; la manifestazione terminò con 113 manifestanti feriti, 100 poliziotti feriti e 340 manifestanti arrestati. L'applicazione dell'imposta fu piuttosto difficoltosa, in parte per difficoltà amministrative, in parte per la crescente tendenza dei contribuenti a rifiutarsi di pagarla. Il 21 marzo 1991 il governo guidato da John Major annunciò l'abolizione della Poll Tax; l'imposta è stata sostituita dalla Council Tax nel 1992, che è una comune imposta locale determinata sui valori degli immobili.

### Italia - Imposta sostitutiva sui redditi prodotti all'estero da persone fisiche che trasferiscono la propria residenza fiscale in Italia.
Nel 2016, con Legge 11 dicembre 2016, n. 232, è stata introdotta un'imposta capitaria sui redditi prodotti all'estero dalle persone fisiche che trasferiscono la propria residenza in Italia. L'imposta è disciplinata dall'art. 24-bis del TUIR: per poter essere assoggettati a questa imposta, i contribuenti non devono essere stati residenti in Italia per almeno nove periodi di imposta sui dieci antecedenti. L'imposta è opzionale, è applicata nella misura fissa di € 100.000 per ogni anno di opzione ed è limitata ai redditi esteri; sui redditi prodotti in Italia, i contribuenti che optano per questa forma di imposizione forfettaria sono comunque tassati con le aliquote progressive IRPEF.

### Stati Uniti - California -Parcel Tax
Le Parcel Tax californiane sono imposte immobiliari slegate dal valore dell'immobile. Originate dalla rivolta fiscale che ha portato alla Proposition 13 in California, che vietava imposte sul valore dell'immobile superiori all'1%, ma non vietava imposte non correlate al valore dell'immobile, sono cresciute esponenzialmente negli anni a partire dal 1995.

### Svizzera
Sebbene sia citata come esempio di Lump sum tax, l'imposta svizzera sui non residenti non è un'imposta capitaria. Si tratta di un regime impositivo per i soggetti che assumono la residenza fiscale in Svizzera per la prima volta (o che non sono stati residenti in Svizzera negli ultimi dieci anni); non è un'imposta capitaria, in quanto la base imponibile è costituita dalla spesa. Questa imposta non si applica in tutti i cantoni: i cantoni di Zurigo, Sciaffusa, Appenzello Esterno, Basilea Campagna e Basilea Città la hanno abrogata.